# 오니 (요괴)

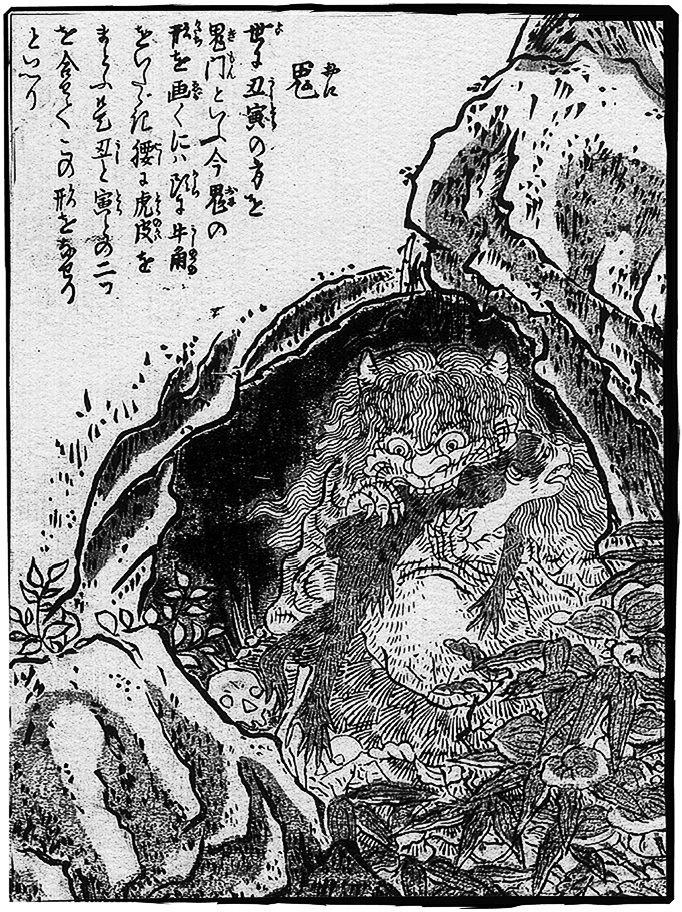
도리야마 세키엔의 『금석화도속백귀』의 오니.

오니(일본어: 鬼)는 일반적으로 요괴로 여겨지는 일본의 전설상의 존재다. 민화나 향토신앙에 자주 등장한다. 오늘날 일반적으로 묘사되는 오니는 머리에 두 개 또는 한 개의 뿔이 있고, 머리카락이 곱슬거리고, 입에는 송곳니가 튀어나왔으며, 날카로운 손발톱이 있고, 호피를 샅바나 혁대로 삼아 두르고, 겉면에 돌기가 있는 금쇄봉을 들고 있는 거한의 모습이다. 피부색이 붉은색・푸른색・검은색 등 다양하며, 각각 아카오니(일본어: 赤鬼), 아오오니(일본어: 青鬼), 구로오니(일본어: 黒鬼)라고 한다.
오니는 사람에게 위해를 가하고, 때로는 사람을 잡아먹는 존재로 여겨졌다. 또한 정해진 모습을 가지고 있지 않다고 여겨지기도 해서, 미청년이나 미녀의 모습으로 나타나 젊은이를 유혹하거나, 상대방의 가족이나 지인으로 둔갑할 수 있다고 여겨졌다. “무슨 동자”(○○童子)라고 이름붙여지는 경우가 있으며, 주천동자라고도 하는 오에산의 오니가 가장 유명하다. 지금도 일본의 산이나 산지에는 “옛날에 오니가 살았다”는 전설이 얽혀 있는 곳이 적지 않다.
오니는 현재 나쁜 것, 무서운 것의 대명사로 사용되고 있지만, 돗토리현 호키정(옛 히노군 미조쿠치정)에서는 마을을 지켜주는 “강한 것”으로서 오니를 숭배했고, 아오모리현의 이와키산에서는 오니의 선행에 감사하며 신사의 “신(神 카미[*])”으로서 오니를 모시고 있는 등, 일본 각지에 오니를 선한 것 또는 경외의 대상으로 보는 사례들도 있다. 절분의 콩 뿌리기 같은 오니가 액운을 가져온다는 신앙도 뿌리깊지만, 정반대로 오니가 악령을 쫓아주는 존재라고 생각하는 예도 적지 않다. 한편, 중세 능악의 세계관에서 오니는 사람의 원령이 변한 것이라거나, 지옥의 옥졸로 여기는 예가 많았다. 옛날 이야기 속 오니는 일종의 영웅담에서 정형적으로 응징당하는 악역을 맡고 있는 경우가 많다. 오니가 악이라는 현대의 일반적 이미지는 여기에서 기인한 부분이 크다고도 한다.
일본의 오니는 “악”에서 “선”, 심지어 “신”에 이르기까지 다양한 모습으로 나타나고 있어, 특정한 이미지로 단언하기 곤란하다. 다만 “무서운 기운”, “강력함”, “초인적”이라는 이미지는 선악을 불문하고 오니에게 공통되고 있는 것으로 보인다.

## 어원
지금은 한자로 귀신 귀(鬼)자를 쓰고 “오니”라고 읽지만. 오니(おに)라는 말은 오누(おぬ)가 변한 것으로, 원래 모습이 숨겨져(隠) 보이지 않는 것, 즉 이 세상 것이 아닌 것을 의미한다는 설이 예로부터 있다.
고대에는 “오니”라고 읽기 전에 “모노”(もの)라고 읽었다. 나라 시대의 『불족석가』에는 “네 개의 뱀(へみ 헤미[*]), 다섯 개의 모노, ……”라는 용례가 있고, 『겐지모노가타리』 「하하키기」에는 “모노에 겁을 집어먹는 심지……”라는 용례가 있다. 이런 용례들에서 “모노”란 원한을 지닌 령, 즉 원령, 그것도 단순한 사령이 아니라 타타리령으로, 사악하다는 의미로 사용되었다. “모노”가 “오니”로 대체된 것은 헤이안 시대 말기였다.

## 오니에 대한 제설
문예평론가 바바 아키코는 오니를 다섯 가지 종류로 분류했다.:244-245
- 민속학적인 오니(オニ): 조상령(祖霊) 또는 땅의 영(地霊)
- 산악종교의 야마부시계 오니: 텐구 등.
- 불교계 오니: 사귀, 야차, 나찰.
- 인귀(人鬼)계 오니: 도적이나 흉악한 무법자.
- 원한이나 분노로 오니가 된 변신담 계열의 오니.

한자 귀(鬼)는 일본어 음독으로 키(キ)라 읽으며, 그 한자의 원래 뜻은 “죽은 사람의 넋”(人鬼)이다. 예컨대 굶주린 망자의 넋은 아귀(餓鬼)이며, 망자의 넋이 울부짖는 것을 귀곡(鬼哭)이라 한다. 현대 일본어에서도 “鬼” 라는 한자가 원래 뜻인 망자의 넋을 의미하는 용례가 남아 있다. 예로 해외에서 죽는 것을 “이국의 귀가 되었다”(異国の鬼となる)고 표현한다.
바바는 원래 사령을 의미하던 중국의 “귀”가 6세기 후반 일본에 수입되어 일본의 고유한 “오니”(オニ)와 혼합되면서 鬼라고 쓰고 오니라고 읽는 존재가 되었다고 한다. 여기서 가타카나로 쓰는 오니(オニ)는 조상령이자 땅의 영으로, “눈이 하나”인 모습으로 나타난다. 여기에 대해서는 애꾸눈이 신의 인표이며 그것을 가진 오니는 신의 권속이라고 보는 시각도 있고, “눈이 하나”가 산신의 모습이라는 설(고라이 시게루)도 있다. 외눈의 오니는 사령이라기보다 민족적인 신의 모습을 방불케 한다. 『일본서기』에는 제사를 지내지 않는 “사악한 신”을 “사악한 오니모노(鬼もの)”라고 하고 있어서, 정체 모를 “카미”나 “모노”가 오니로서 관념화되고 있다. 설화의 흉포한 식인귀로서의 오니의 이미지는 “카미”, “모노”가 불교의 지옥귀, 괴수, 요괴 등의 영향을 받아 성립되었다고 할 수 있다. 헤이안 시대의 도인(都人: 수도 거주민)이 어둠에 느꼈던 공포가 어떤 것인지 엿보인다.
한편 오카베 다카시는 오니란 안정된 “이쪽 세계”를 침범해오는 “이계의 존재”라고 한다. 오니의 이미지가 다양한 것은 사회나 시대에 따라 무엇이 이계인지 이미지가 다양하기 때문이다. 법의 “경계” 밖을 “이계”로 본다면 조정에 공순하지 않는 백성이나 법을 어긴 반역자 같은 존재들이 오니라고 불렸고, 산속을 “이계”로 본다면 산에 살면서 대장장이 일 같은 직능을 갖춘 사람도 오니라고 불렸으며, 현실의 “이계”로서 환상을 정의할 경우 원령, 지옥의 나찰, 불교의 야차, 산 속의 요괴 등이 모두 오니가 되어 오니의 이미지는 걷잡을 수 없이 넓어진다고 한다.
헤이안 시대부터 중세에까지 형성된 설화들에 등장하는 오니는 원령의 화신, 사람을 잡아먹는 무서운 괴물이다. 수도인 헤이안쿄 서북쪽의 오에산에는 슈텐도지라는 오니의 두목(親分)이 있어 산속에 본거지를 마련하고 이바라키도지를 비롯한 수많은 부하(子分)들을 통솔하고 있었다고 한다. 슈텐도지는 머리터럭이 붉고 뿔이 있으며, 수염과 머리카락, 눈썹이 모두 연결되어 있고, 손발은 곰과 같아, 수도(京)에서 납치해온 젊은 여자의 인육을 매 끼니로 먹었다고 한다. 『이세모노가타리』 제6단에 여자와 야반도주하던 도중 오니를 만나 오니가 한입에 여자를 잡아먹었다는 이야기가 있다. 여기서 유래하여 위난을 당하는 것을 “오니 한 입”(일본어: 鬼一口)이라고 한다. 오카베 다카시는 이것을 전란・재해・기근 등의 사회불안 속에서 빈발하는 사망이나 행방불명을 “이계가 이 세상에 출현하는 현상”으로 해석한 것이며, 사람의 몸이 사라지는 리얼한 시연을 이 세상에 나타난 오니가 잡아가 버린 것으로 여겼다고 추측하고 있다. 오카베는 오니란 이계의 내방자이며, 사람을 저쪽 세계로 납치해가는 악마이며, 복을 남기고 떠나는 신(예: 일촌 법사나 혹부리 할아버지의 오니)이기도 하다고 한다. 이계와 환상의 영역으로 특정되는 지명으로 슈텐도지의 오에산이 저명하기는 하지만, 그것은 수도 바로 옆에 붙은 오에산이 수도에 있어 이계인 산이었기 때문이며, 평지인들에게 “이계”였던 산에 접한 지역에는 어디나 오니 전승이 많다.
고야마 사토코는 헤이안 시대에는 불교 경전의 귀, 모노노케나 정체가 확실하지 않은 사령으로서의 귀, 역병신으로서 등장하는 귀들 사이에 특별한 구분이 없이 커다란 신체, 외눈, 큰 입, 뿔, 붉은 샅바, 손발가락이 세 개 등의 특징이 공통적으로 나타나는 경우가 많으며, 이는 불교 경전에 묘사된 귀의 도상의 영향이 큰 것이라고 지적했다.:159  모노노케로서의 오니의 경우 『산해경』 등 다른 서적의 도상의 영향을 받은 다른 계통의 도상도 존재하지만, 모두 당시 사람들이 공포를 느낀 도상의 이미지가 겹쳐진 것이라는 점은 공통된다.:159-164

## 오니의 정체
오니의 정체가 무엇인가에 대해 여러 설이 있지만, 크게 나누면 오니가 인간의 정신활동, 즉 상상의 산물이라는 설과, 오니의 원상(原像)으로서 어떤 실체가 존재했었다는 것으로 나눌 수 있다. 여기서는 후자에 대해 기술한다.

### 금공사설
금공사(金工師)란 고대 일본에서 광산채굴이나 금속제련, 금속제품 생산 등 금속과 관련된 사업에 종사한 사람들이다. 금공사설의 제창자는 와카오 이쓰오(若尾五雄)다. 와카오는 1981년 『오니전설의 연구』에서 이 설을 정리해 발표했다. 와카오는 일본 각지의 오니 전승지가 동시에 광산지대인 경우가 다수 있음을 지적했고, 전설 속의 오니가 금속공예와 밀접하게 연결되어 있는 사례가 적지 않은 것도 지적하여, 오니가 금공사였던 것이 아니냐는 설을 주장했다. 와카오의 이 설은 당시 반발이나 회의적인 의견도 있었지만, 책이 발표된 후 이 설에 동조하는 논고가 늘어났다.:12

### 에조설
야마토인의 조정에 공순하지 않고 저항한 에조, 즉 아이누를 오니라고 불렀다는 설이다. 사카노우에노 다무라마로가 에조정토원정을 한 동북지방에는 신불의 가호로 오니를 퇴치했다는 전설(사카노우에노 다무라마로 전설)이 많이 남아 있다. 에조의 수장으로 이름이 남은 오타케마루는 오니라는 전설이 있다.

### 백인설
에도 시대에 이미 오니가 해외에서 일본에 상륙한 해적이 아니냐는 속설이 있었고, 메이지 시대에도 속설로서 오니는 러시아인이라는 설이 있었다. 현대에도 일부에서 오니 백인설을 뿌리깊게 믿고 있다.:6:15-19
최근 분자인류학의 발전에 따라 일본인의 유전적 조성이 점차 조사되기 시작하자, 일부 연구 결과에서 일본인에게 백인에서 유래한 유전자가 적지만 존재할 가능성을 주장하는 연구들이 나오고 있다. 그 가운데, 백인적 유전자를 가진 사람이 비교적 많다고 추측되는 동북지방의 일부 지역은 오니나 나마하게(오니의 모습을 하고 있음), 고대 에조의 전승이 짙게 남은 지역과 일치한다는 지적도 있다.:368-371
그러나 러시아인설은 러시아인의 역사지리적 분포와 오니 전설이 만들어진 시대를 비교할 때 거의 가능성이 없다. 그래서 “백인적 유전자를 가진 존재”로서의 오니의 유래에 대한 다른 설명도 일단 존재하고 있다. 비슷하게 야마우바도 백인설이 존재한다.

## 같이 보기
- 주탄동자
- 도깨비
- 다에바
- 악마
- 나마하게
- 오거
- 오크
- 우시오니
- 웬디고
- 요괴
- 라바나
- 갓파